# Mindekantata over fru Anna Nielsen
Mindekantata over fru Anna Nielsen (Deens voor Herdenkingscantate voor mevrouw Anna Nielsen) is een compositie van Niels Gade. Het is zogenaamde gelegenheidsmuziek. Anna Nielsen was een befaamd sopraan en toneelspeelster in het midden van de 19e eeuw. Zij overleed op 20 juli 1856. Haar laatste optreden was anderhalve maand daarvoor. Zij trad veelvuldig op in Det Kongelige Teater en dat theater eerde haar dan ook met de concertavond van 4 september 1856, de opening van het seizoen 1856/1857. Als voorspel op de die avond uitgevoerde opera Norma van Vincenzo Bellini werd de cantate uitgevoerd; de tekst werd geleverd door Hans Peter Holst, eveneens acteur.